# Netilka
Netilka je del naboja, ki je namenjen vžigu smodniške polnitve v njem.

## Zgodovina
Sprva je netilka le nadomestila smodnik na kremenjačah, kasneje s pojavom enovitih nabojev pa je postala taka, kot jo poznamo še danes.
Prvi so puško, ki je imela izdelano votlo kladivce v katerega je strelec pred vsakim strelom vstavil netilko, izdelali v Združenem kraljestvu. S preizkusi so začeli leta 1834, leta 1842 pa so puško dali v operativno rabo.
Netilko v današnji obliki je prvi patentiral leta 1822 ameriški izumitelj britanskega rodu Joshua Shaw.

## Zgradba
Netilka je sestavljena iz posodice iz mehke kovine v kateri je inicialna zmes, občutljiva na udarce (živosrebrni fulminat, svinčev azid, sinoksid,…) in pokrova. Naboj se aktivira z udarcem udarne igle v netilko, kjer se posodica upogne in pritisne inicialno razstrelivo ob t. i. »nakovalo« in ga aktivira. Vroči plini, ki pri tem nastanejo, pa nato skozi luknjico v dnu tulca aktivirajo glavno smodniško polnjenje v naboju.

## Vrste netilk
Glede na vžig ločimo dve vrsti netilk in sicer:
- Berdan - namenjena tulcem z dvema luknjicama v dnu in se je v preteklosti uporabljala v Evropi, kjer se občasno še pojavlja. Pri teh netilkah sta dve luknjici na dnu tulca ključnega pomena, saj je med njima majcen greben, ki deluje kot nakovalce. To nakovalce zagotavlja vžig inicialnega eksploziva v netilki. Konstrukcija netilke je tu enostavnejša, je pa zato manj primerna za ponovno polnjenje nabojev.
- Boxer - namenjene tulcem z eno luknjico in so se sprva uporabljale zgolj v ZDA, danes pa počasi izpodrivajo netilke vrste berdan, ker so primernejše za ponovno polnjenje streliva. Te netilke imajo nakovalce vstavljeno v samo ohišje netilke.

Poleg tega pa ločimo še:
- Korozivne netilke - bolj obstojne in skladiščenju prijazne netilke, ki vsebujejo natrijev ali kalijev klorat. Pri gorenju zato nastanejo kloridi, ki v kombinaciji z vlago povzročajo korozijo kovinskih delov orožja. Zaradi dolge skladiščne dobe so razširjene v vojaškem strelivu.
- Nekorozivne netilke - ne vsebujejo agresivnih snovi in so razširjene v strelivu za civilni trg.

Glede na uporabo ločimo netilke:
- SP - small pistol (za uporabo v pištolskem strelivu)
- SPM - small pistol magnum (za uporabo v revolverskem strelivu)
- LP - large pistol (za uporabo v pištolskem strelivu velikega kalibra)
- LPM - large pistol magnum (za uporabo v revolverskem strelivu velikega kalibra)
- SR - small rifle (za uporabo v puškovnem strelivu)
- SRM - small rifle magnum (za uporabo v puškovnem strelivu večjega kalibra)
- LR - large rifle (za uporabo pri puškovnih nabojih velikega kalibra)
- LRM - large rifle magnum (za uporabo pri puškovnih nabojih največjega kalibra)
- #209 - shotshell primer (za uporabo v šibrenem naboju) Te netilke so dvodelne in jih ni mogoče zamenjati za nobene druge. Pri njih sta namreč netilka in nakovalce vstavljena v poseben bakren tulec, oba dela pa se vstavita v odprtino na spodnjem delu šibrenega naboja.